# District de Chingola
Le district de Chingola est un district de Zambie, situé dans la province du Copperbelt. Sa capitale se situe à Chingola. Selon le recensement zambien de 2000, le district a une population de 172 026 personnes.